# Arenyanes
Arenyanes fou un poble a uns 690 metres d'altitud, situat en el territori de l'actual comuna de Glorianes, a la comarca del Conflent, a la Catalunya del Nord.
Era situat a prop de l'extrem nord del terme de Glorianes, a la zona del nord del Camp de Sant Galderic, a ponent de la Vinya d'en Pubillet i al nord-est de Sofrunys.
El nom ha tingut diverses formes al llarg dels segles, com Arengo 878, Arenianes 1011, Villa Aragnanas 1173, Arenyanes 1358, Arenyans 1628, Arenyanes XVIII però la forma més estesa ha estat la d'Arenyanes. Al segle xiv pertanyia al vescomte d'Illa Pere de Fenollet i d'Urtx, primer, i al monestir de Sant Miquel de Cuixà després. Situat en una zona molt poc poblada, en el fogatge del 1515 es recolliren 7 focs (=cases, o famílies) per tot el terme de Glorianes i un de sol pel poble d'Arenyanes (això és, una trentena d'habitants i quatre o cinc, respectivament). D'ubicació oblidada en la cartografia actual, l'arxiver perpinyanenc Julià-Bernat Alart parlava el 1874 d'un antic cementiri al costat de "Glavella", o "Església Vella", que situava entre Rodés i Arenyanes.